# Leontine Castrén
Leontine Castrén, född Reuter 30 september 1817 i Oravais, död 26 oktober 1895 i Kauhava, var en finländsk pietist. Hon var en betydelsefull person inom pietismen i Finland och känd för sina transtillstånd. Hon var en inflytelserik gestalt inom den finländska pietismen och var känd för sin förmåga att tala i tungor. 
Hon var dotter till Johan Fredrik Reuter och Gustava Elisabeth von Essen samt gift 1844 med prästen Zachris Castrén (1817–1868) och mor till Johannes Castrén (1847–1910), Jonas Castrén (1850–1922) och Zachris Castrén (1852–1917).